# Жлобинский зоопарк
Жлобинский зоопарк — самый маленький из зоопарков Белоруссии. Расположен в городе Жлобин.
Жлобинский городской зоологический парк был основан в 1990 году, а 1 июня 1991 г. (в День защиты детей) впервые открыл свои двери для посетителей. Изначально здесь была собрана частная коллекция Петра Кирилловича Потякова, первого директора. Сейчас в Жлобинском зоопарке около 69 видов животных и птиц, более 260 особей.